# Tauberia oligobranchiata
Tauberia oligobranchiata är en ringmaskart som beskrevs av Strelzov 1973. Tauberia oligobranchiata ingår i släktet Tauberia och familjen Paraonidae. Inga underarter finns listade i Catalogue of Life.